# ジメチル水銀
ジメチル水銀（ジメチルすいぎん、Dimethylmercury）は、無色の可燃性の液体で、強い神経毒の一つである。わずかに甘い香りを持つとされている。0.001ml吸入しただけで致命的である。ジメチル水銀の高い蒸気圧では、どのように漏洩したとしても直ちに危険なレベルに達する。分子は直線形である。
システインと錯体を形成するため、ジメチル水銀は容易に血液脳関門を突破する。ジメチル水銀はこの錯体から非常にゆっくりと遊離するため、生物濃縮される傾向がある。中毒の兆候は曝露より何か月も遅れて現れるため、効果的な治療を行うのに手遅れになる恐れがある。
ジメチル水銀は速やかにラテックス、PVC、ポリイソブチレン、ネオプレンを通過し、皮膚を通して吸収される。したがって、ほとんどのゴム手袋は手を保護するために不十分である。唯一の安全策は、長い折り返しのついたネオプレン手袋などの下に、強力なラミネート加工をされた手袋をしてジメチル水銀を扱うことである。また、換気フードの下で顔にシールドをつけて扱うことも重要であると示されている。
アメリカ合衆国ダートマス大学の化学教授カレン・ヴェッターハーン (Karen Wetterhahn) は、1996年8月にラテックス手袋に数滴のジメチル水銀をこぼし、被曝した。5か月以内に水銀中毒の症状を示し、治療が行われたが、更に5か月後に死亡した。これにより、ジメチル水銀の毒性が注目されることとなった。

## 使用
ジメチル水銀はその強力な毒性のため、一定の判断の基準として、毒物学実験にしばしば使われる。また、毒性の弱い水銀化合物の方が好まれるが、水銀の検出用のNMR器具を調整する際にも使用されている。